# Qaracəmirli
Qaracəmirli è un comune dell'Azerbaigian situato nel distretto di Şəmkir.